# Hans-Berger-Haus
Das Hans-Berger-Haus (auch: Hans-Berger-Hütte, früher: Kaisertalhütte) ist eine Schutzhütte der Sektion Kufstein der Naturfreunde Österreich (NFÖ). Es liegt im Kaisergebirge in Tirol. Die Pächter betreiben eine Bergsteigerschule.

## Lage
Die Hütte befindet sich auf 936 m ü. A. im hintersten Kaisertal am Fuß von Totenkirchl, Karlspitzen und Ellmauer Halt. Die Kulisse dieser mächtigen Felsgipfel ist unverwechselbar. Das Hans-Berger-Haus ist ein beliebtes Ausflugsziel von Wanderern und ein wichtiger Stützpunkt für Bergsteiger und Kletterer, die von hier aus größere Touren im Wilden Kaiser unternehmen. Nur 15 Gehminuten entfernt liegt das Anton-Karg-Haus des Österreichischen Alpenvereins.

## Geschichte
Am 13. März 1911 wurde die Kufsteiner Ortsgruppe der Naturfreunde ins Leben gerufenen. Deren Bestreben, eine vereinseigene Schutzhütte zu besitzen, war erst zwanzig Jahre später Erfolg beschieden, als am 30. Juli 1931 von der Gemeinde Kufstein das Ansuchen um einen Baugrund angenommen wurde.
Das Schutzhaus wurde am 17. Juli 1933 als Kaisertalhütte feierlich eröffnet; am 2. Oktober 1933 fand ein Fest aus Anlass der „fertiggestellten Vergrößerung“ statt. Zur selben Zeit stand bereits der Entschluss fest, ein „großes Unterkunftshaus“ zu bauen.
1940 wurde die Kaisertalhütte vom Reichsverband Deutscher Jugendherbergen an den Deutschen Alpenverein verkauft. Hermann Bühler begann hier am Ende des Zweiten Weltkrieges mit dem Aufbau einer neuen DAV-Bibliothek, nachdem die bisherige größtenteils dem Krieg zum Opfer gefallen war.
Nach einem großzügigen Ausbau 1956 wurde die Kaisertalhütte zu Ehren des langjährigen Ortsgruppenobmanns in Hans-Berger-Haus umbenannt. Seit 1968 ist es Sitz der Bergsteigerschule Wilder Kaiser. Das Haus wurde 2009 erneut komplett umgebaut und modernisiert.

## Zustiege
Der Hüttenweg (450 Höhenmeter) beginnt in Kufstein-Sparchen und führt vorbei an Veitenhof, Pfandlhof, Antoniuskapelle und Anton-Karg-Haus ohne Schwierigkeiten durch das gesamte Kaisertal in rund 2½ Stunden zum Hans-Berger-Haus.
Ebenfalls möglich ist der Zustieg von der Griesner Alm im Kaiserbachtal. Allerdings müssen zunächst 600 Höhenmeter zum Stripsenjochhaus aufgestiegen werden, von dort sind es gute 600 Höhenmeter hinab zum Hans-Berger-Haus, Gehzeit 3 Stunden.

## Übergänge
- Anton-Karg-Haus (829 m), Gehzeit: 15 Minuten
- Kaindlhütte (1318 m), über Bettlersteig, mittel, Gehzeit: 2½ Stunden
- Vorderkaiserfeldenhütte (1388 m), über Hechleitalm, leicht, Gehzeit: 2½ Stunden
- Stripsenjochhaus (1577 m), leicht, Gehzeit: 1½ Stunden
- Gruttenhütte (1620 m), über Hohen Winkel und Kopftörl, schwierig, Gehzeit: 5 Stunden
- Gruttenhütte (1620 m), über Scharlinger Boden, Rote-Rinn-Scharte, schwierig, Gehzeit: 5 Stunden

## Gipfelbesteigungen
- Ellmauer Halt (2344 m), über Kaiserschützensteig, Gehzeit: 5 Stunden
- Ellmauer Halt (2344 m), über Rote-Rinn-Scharte, Gehzeit: 4½ Stunden
- Kleine Halt (2116 m), über Kaiserschützensteig, Gehzeit: 3 Stunden
- Gamshalt (2291 m), über Kaiserschützensteig, Gehzeit: 4 Stunden
- Totenkirchl (2190 m), Klettertour
- Stripsenkopf (1807 m), leicht, Gehzeit: 2 Stunden
- Pyramidenspitze (1998 m), mittel, Gehzeit: 3½ Stunden
- Sonneck (2260 m), mittel, Gehzeit: 4 Stunden